# ソーラーアサルト

『ソーラーアサルト』（SOLAR ASSAULT）はコナミより1997年に発売された体感型の3Dシューティングゲーム。グラディウスシリーズの一つであり、タイトル画面では「ソーラーアサルト　グラディウス」と副題になっていた。相対的に難易度が高い作品であり、当時の「ゲーメスト」誌でも、攻略をあきらめたような形で紹介されていた。
本作は、横スクロールシューティングである『グラディウス』を背後視点からの3Dシューティングにした内容となっている。これはアーケード版『グラディウスIII -伝説から神話へ-』の3D面（ステージ4）の発展型であると、開発者がゲーメストのインタビューで語っている。本作発表前に類似した内容で『ビックバイパー』と言うタイトルの製品が展示会で発表されたが、そちらは開発が中止されている。
因みに、開発が中止された『ビックバイパー』はショットも打てるレースゲームとして参考出展されていた。
2019年5月現在、家庭用ゲーム機への移植は行われる計画は確認されていない。

## 筐体
50インチプロジェクタディスプレイを持ち、シートにボディソニック機能を備えた専用大型筐体のみで発売されたが、その後29インチブラウン管モニタ、ボディソニック無しのやや小型の筐体も発売された。前者はデラックス版（DX）、後者はスタンダード版（SD）と呼ばれ区別されている。
本作は当初スピードキングのバーチャルギア筐体向けコンバージョンキットとして企画されており、発表時にはバーチャルギア筐体でのお披露目となった。このバーチャルギア筐体バージョンは少数ながら存在し、当時のコナミ直営ゲームセンターに設置されていた。

## ストーリー
ストーリーはゲーメストに掲載された広告6種のうちの4種、同誌のソーラーアサルトの記事のうち1種に掲載されていた。
それぞれ細かな文言が違っていたが、以下の引用は記事中に掲載されたものである。
宇宙暦AC6814年
時代はバクテリアンとの戦いから、12年が経ちあらたな時代が訪れようとして落ち着いた生活を営んでいる頃。
惑星グラディウスでは、伝説の名機「ビックバイパー」のさらなる研究開発と惑星ラティスで開発された「ロードブリティッシュ」のノウハウを融合させる研究がなされている。そこで誕生したのが、最新鋭機「アルピニア」。
この機は、亜空間への転送機構の見出しと新型のジェネレーターによるオプションの安定化・効率化が図られ火力が増大している。
またサイコム物理学が提唱したエネルギー質の思考伝達からの研究でレーザーが自らの意志を持ち物質に衝突する部分を取り上げ兵器に展開させた。「サイコムレーザー」の完成である。
この2機のノウハウを盛り込んだ「アルピニア」は、このグラディウス星の希望となる存在なのである。今後もし宇宙からの攻撃を受けても平和を守ってくれる平和の象徴なのである。
そんなとき、宇宙防衛宇宙観測室からの緊急連絡が首脳官邸に入った。
観測不可能な物体がこちらの方角に向かってくるとのこと…。
確認できることは、
●金属反応とセルロイド質の波長が同期している物質で構成されている。
●移動型の想像もできない巨大な塊（＊MARS級）であること。
●太陽と同じ質量の熱源体が核となっているのが確認できている。
●こちらからのコンタクトに反応しない。
●巨大な塊が通過している軌道あたりの惑星は意味不明な消滅をしている。亜空間へ転送されているということらしい。
●同じ次元にこのような物が存在しているのは初の観測である。
これは、敵なのか味方なのか…。
バクテリアンは、12年前の戦いで終止符が打たれたはず…。
防衛軍最高機密機構：JOHN（メインコンピュータ）の決定で未確認の巨大な塊は我々の星に来るのが目的と判断された。
また、第一級警戒体制を発動せよとの決定が下された。

最新鋭戦闘機「アルピニア」が実戦テストを兼ねて、「ビックバイパー」「ロードブリティッシュ」が大気圏外へ飛び立った。
今回の作戦コード･･･ソーラーアサルト

## ゲーム概要
他のグラディウスシリーズと同じく、それぞれ異なる雰囲気を持ちボスが待ち構えるステージを順番にクリアしていく面クリア方式。
工場出荷時の設定では1周エンドであるがオプションで2周エンドにも変更可能。
ミスをしたときの復活は「その場復活」である。復活時のパワーアップは半分程度に剥奪される。
また、コンティニュー時のスタート方法はオプションで以下の3つから選べた。
- その場で復活（工場出荷設定）
- そのステージの最初から復活
- 最終面のみステージ最初から復活、他はその場で復活

## ゲームの操作
筐体はシートの正面に戦闘機の操縦桿を模したアナログジョイスティックがあり、シートの左側にはパワーアップボタン及び視点変更ボタンを備えたパネルがある。
ジョイスティックで自機の操作を行う。レバーを倒すことで上下左右にコントロールする。
上下移動はリバース入力で、レバーを下に倒すと自機が上昇する。
人差し指に当たるところにトリガーボタン、親指に当たるところにミサイルボタンがあり、
トリガーボタンでメインショットを、ミサイルボタンではミサイルを発射する。また、レーザー装備後はこの2つのボタンを同時押しすることでエネルギーを溜めて強力なレーザー（内容は機体によって異なる）を発射することも出来る。
パワーカプセルを集め、希望のパワーアップになったところでパワーアップボタンを押すとそれを装備できる。パワーアップ方式にはMANUALとAUTOがあり、AUTOの場合はパワーカプセルを取っていくだけで自動的に適切なパワーアップを装備してくれる。
ちなみにAUTOの場合、トリガーのみでショットとミサイルが撃て、レーザーの溜め撃ちの時にだけミサイルボタンを使用するように変わる。
視点変更ボタンを押すと、いつでも遠方視点、近接視点の切り替えを行う事ができる。
標準状態では遠方視点に設定されており、ボタンを1度押すと近接視点に切り替わり、再度ボタンを押すと遠方視点に戻る。
なお視点変更で変更されるのは自機との距離のみであり、いわゆる「コクピット視点」は存在しない。

## パワーアップ
他のグラディウスシリーズと同様、敵編隊や赤色のザコ敵を倒すとパワーカプセルが出現する。
パワーカプセルは『グラディウスIII』の4面とは異なり、出現後ある程度は画面内に留まる。このパワーカプセルを集め、希望のパワーアップになったところでパワーアップボタンを押すとそれを装備できる。
この作品はグラディウスシリーズとして唯一、「スピードアップ」のパワーアップが存在しない（スピードは自機ごとに固定されている）。
よってパワーカプセルの取得数に応じてパワーメーターは

ミサイル→ダブル→レーザー→オプション→シールド（→ミサイルに戻る）

と変化する。
ミサイルは2段階パワーアップが可能で、すでにミサイルが付いた状態でもう一度ミサイルで決定すると強化できる。
パワーアップカプセルは取ると1個に付き100点点数が入る。さらにシールド→ミサイルとパワーアップゲージを1周させると1回につき5000点のボーナス点が入る。

## 自機
プレイ開始時に自機を下記の3種類から選択する。

### WC-672H "ALPINIA"
アルピニア

黒のボディーに橙のストライプ。機首が2つに分かれており、尾翼が2枚。

移動速度は最も遅い。ノーマルショットの弾の色は青色。初心者向けとされている。
全長　117.3ft
全幅　69.3ft
全高　31.1ft
重量　11.7t
- サイコムミサイル - 自機から発射された後、敵の方向に自動追尾で飛んでいく。2連射。
  - サイコムII - ミサイルが3連射になる。
- マインドブラスト - 正面と他二箇所に同時にショットを発射する。正面以外の発射場所は反時計回りになる。連射速度は遅め。
- ツインレーザー - 連射可能な細切れのレーザー。溜め撃ちで、敵を自動追尾しながら画面中を駆け回る「サイコムレーザー」に変化する。

### BP-592A "VIC VIPER"
ビックバイパー

白のボディーに青のストライプ。機首が2つに分かれており、尾翼は1枚。

移動速度はアルピニアよりは速く、ロードブリティッシュよりは遅い。ノーマルショットの弾の色は黄色。上級者向けとされている。
全長　102.0ft
全幅　63.0ft
全高　26.4ft
重量　8.4t
- ミサイル - 下方向に発射し、地形を走行する。2連射。
  - フォトントゥーピド - ミサイルに貫通力が付き、3連射になる。
- ダブル - 他シリーズと同じく、正面と斜め上にショットを発射する。
- レーザー - 他シリーズと同じ。溜め撃ちで、極太のレーザーを長時間照射し続ける。

### LS-379G "LORD BRITISH"
ロードブリティッシュ

白のボディーに赤のストライプ。機首は分かれていない。尾翼は1枚。

移動速度は最も速い。ノーマルショットの弾の色は赤色。中級者向けとされている。
全長　82.6ft
全幅　60.0ft
全高　27.3ft
重量　7.3t
- 2Wayミサイル - 左右に同時にミサイルを発射する。
  - 3Wayミサイル - 左右に加えて下方向にもミサイルを発射する。
- フリーウェイ - 正面とレバーを入れた方向に同時にショットを発射する。
- リップルレーザー - 連射可能な円形のレーザー。あまり広がらない。溜め撃ちは大型の球となったレーザーを発射し、長時間画面にとどまらせる。

## ステージ構成

### 1.THE RIVER STYX
最初から最後まで宇宙空間を背景としたいわゆる「空中戦」で、地形は登場しない。
ボスは「ビッグコア」。4門の砲台から発射されるレーザーのほか、自機を追尾するミサイルを発射して攻撃してくる。

### 2.ABYSSAL FOREST
白い霧に覆われた、湿地のステージ。植物の枝が張り出し障害物となっている。敵キャラは虫や植物のようなものが多い。
ボスは巨大な恐竜。繭のようなエネルギー弾を撃って攻撃してくる。

### 3.CURSE
神殿のステージ。前半にはモアイが登場する。『グラディウスII』の最終面のような、壁がはがれてくるギミックがある。
面自体のイメージはFC版『沙羅曼蛇』の5面に似ており、ボスもツタンカーメンのマスクのような顔が登場する。当たると自機の操作が反対になってしまう弾などを撃って攻撃してくる。

### 4.SPEED DEMON
狭い要塞の中を駆け抜ける、いわゆる高速面。シャッターが閉まるギミックがあったり、敵の発生させるレーザーの柱を掻い潜ったりと3Dゲームとしての面白さを最も体感できる。
ボスは「ビッグコアMk.II」。大量のレーザーと体当たりで攻撃してくる。

### 5.SOLAR ASSAULT
ステージの雰囲気は4面の延長上。敵の攻撃及び障害物の設置がさらに厳しくなる。後半で、画面を格子状に埋め尽くすレーザーの網はその美しさとあいまってプレイヤーを圧倒した。
ボスは存在せず、ステージの最後までたどり着くとクリアデモが始まる。

## ソーラーアサルト リバイズド
ソーラーアサルト　リバイズド（SOLAR ASSAULT REVISED）は1997年12月に発売されたマイナーチェンジ版。基板のROM入れ替えによってバージョンを変えた。

### ステージ構成の変更点
「FIERCE BLAZE」が新たに追加され、以下の6ステージ制となった。
1. THE RIVER STYX - 背景の星の位置が違う他には大きな変更点なし。
2. FIERCE BLAZE - 新規ステージ。『沙羅曼蛇』の3面を思わせる雰囲気で、マグマに覆われた地形からドラゴン型のプロミネンスや炎の柱が噴き出す。ボスも同ステージボスの「イントルーダ」を思わせる巨大な炎のドラゴンである。
3. CURSE - ステージ内容に大きな変更点はないが、ボスモアイに目が入った。
4. ABYSSAL FOREST - 背景が黒っぽい色に変わった。地形などが追加され難易度が上がった。
5. SPEED DEMON - ステージ内容に大きな変更はないが、ボスのビッグコアMk.IIの攻撃パターンが変わり、大幅に難易度が上がった。
6. SOLAR ASSAULT - 敵が増えるなど、難易度が上がった。ステージ終了前にボスの「クラブ」が追加になった。クラブは『グラディウスII』などのものと違い、脚3本と本体のコアを破壊すると倒すことができる。

### その他の変更点
- タイトル画面から「GRADIUS」の文字が消えた。
- ビックバイパーのレーザーの発射間隔が短縮された。
- アルピニアの移動速度が若干アップした。

## 音楽
作曲者は泉陸奥彦（ルーズベルト泉）。
スタッフロールの曲のみ、初代『グラディウス』空中戦BGMのアレンジ曲である。他はオリジナル曲。
長らくサントラは発売されなかったが（「KONAMI Best Selection '98秋」にタイトルデモ１曲のみ収録されていた）、2011年1月13日発売の「グラディウス アルティメットコレクション」のDisk8にリバイズドにおける追加楽曲を含めて収録された。